# Guadalcacín (pedanía)
Guadalcacín es una entidad local autónoma del municipio de Jerez de la Frontera, en la provincia de Cádiz, Andalucía (España). Con 5333 habitantes es el segundo núcleo poblacional del municipio, por detrás de Jerez, y mucho mayor que varios municipios de la provincia. Se encuentra a 5 km al noreste del centro de la ciudad, en la actualidad está en proceso de ser fagocitado de hecho por la urbe principal y la separan de esta apenas unos cientos de metros.

## Historia

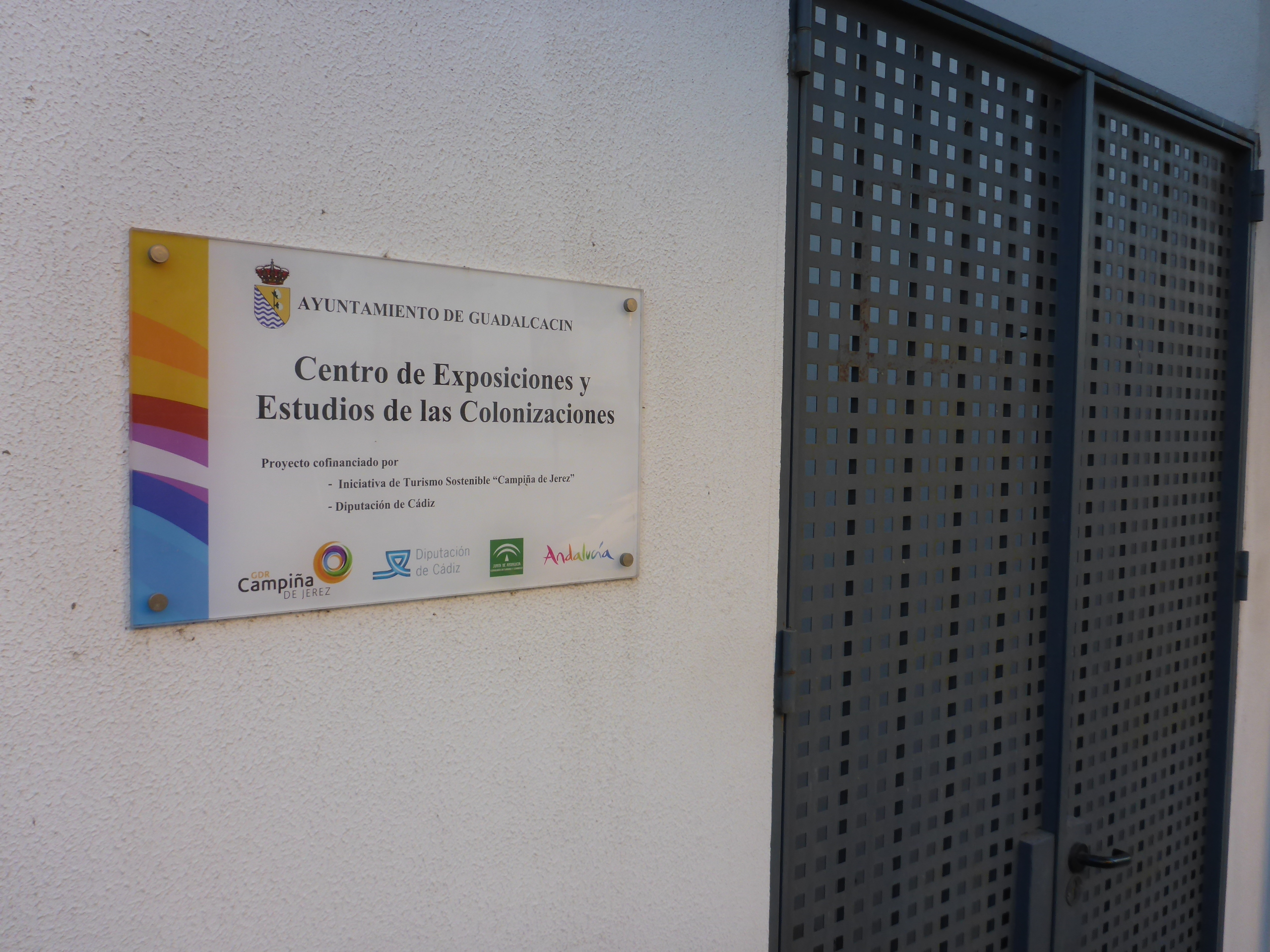
Centro de estudios de las Colonizaciones

Nació como un asentamiento de colonos en 1952 y su principal actividad es la recolección de algodón y remolacha. Guadalcacín toma su nombre del principal afluente del rio Guadalete, el río Majaceite o Guadalcacín. En su territorio se encontraba una de las tres plantas procesadoras de remolachas, que las convierten en azúcar, con las que llegó a contar la ciudad.
Tras el cierre de la fábrica, la empresa responsable de ella procedió a la recuperación de la finca Haza de la Torre, donde se ubicaban las balsas que se utilizaban para la depuración del agua que se usaba durante la fabricación del azúcar. Actualmente en ella anidan diversas especies animales, principalmente de aves.
Aunque fue fundada como Guadalcacín del Caudillo, es uno de los núcleos de nueva creación consecuencia de la colonización agraria en Andalucía, con la llegada de la transición fue renombrada como Guadalcacín, omitiéndose el resto de la nomenclatura.

## Servicios
Cuenta con un teatro, centro de salud inaugurado en 2016, instituto de educación infantil y primaria "Tomasa Pinilla", pabellón polideportivo cubierto, Kolectivo la PACA (nombrado en honor al adjunto de Fernando Hierro en la dirección deportiva de la Real Federación Española de Fútbol) y está en proyecto un centro de día para mayor. Así mismo, dispone de transporte urbano que la conecta con el centro y la estación de trenes de Jerez.
Su teatro pertenece a la Red de Teatros Andaluces.
Destaca el Centro Cultural San Francisco, con más de 50 años de actividad en la pedanía.

## Interés
Tras el esfuerzo de la población, cuenta con el primer "Centro de Exposiciones y Estudios de las Colonizaciones de Guadalcacín" (museo de la colonización), para poner en valor la zona. Igualmente también se está impulsando el turismo en la zona.

## Monumentos

Parroquia

Parroquia de San Enrique y Santa Teresa, que cuenta con hermandad de penitencia y Agrupación Nuestra Señora del Rocío  de Guadalcacín.

## Deportes
Destaca su equipo de fútbol CD Guadalcacín, el cual ha llegado a ser el primer equipo de la ciudad, ya que el resto de equipos del núcleo urbano se encontraban en categorías inferiores.

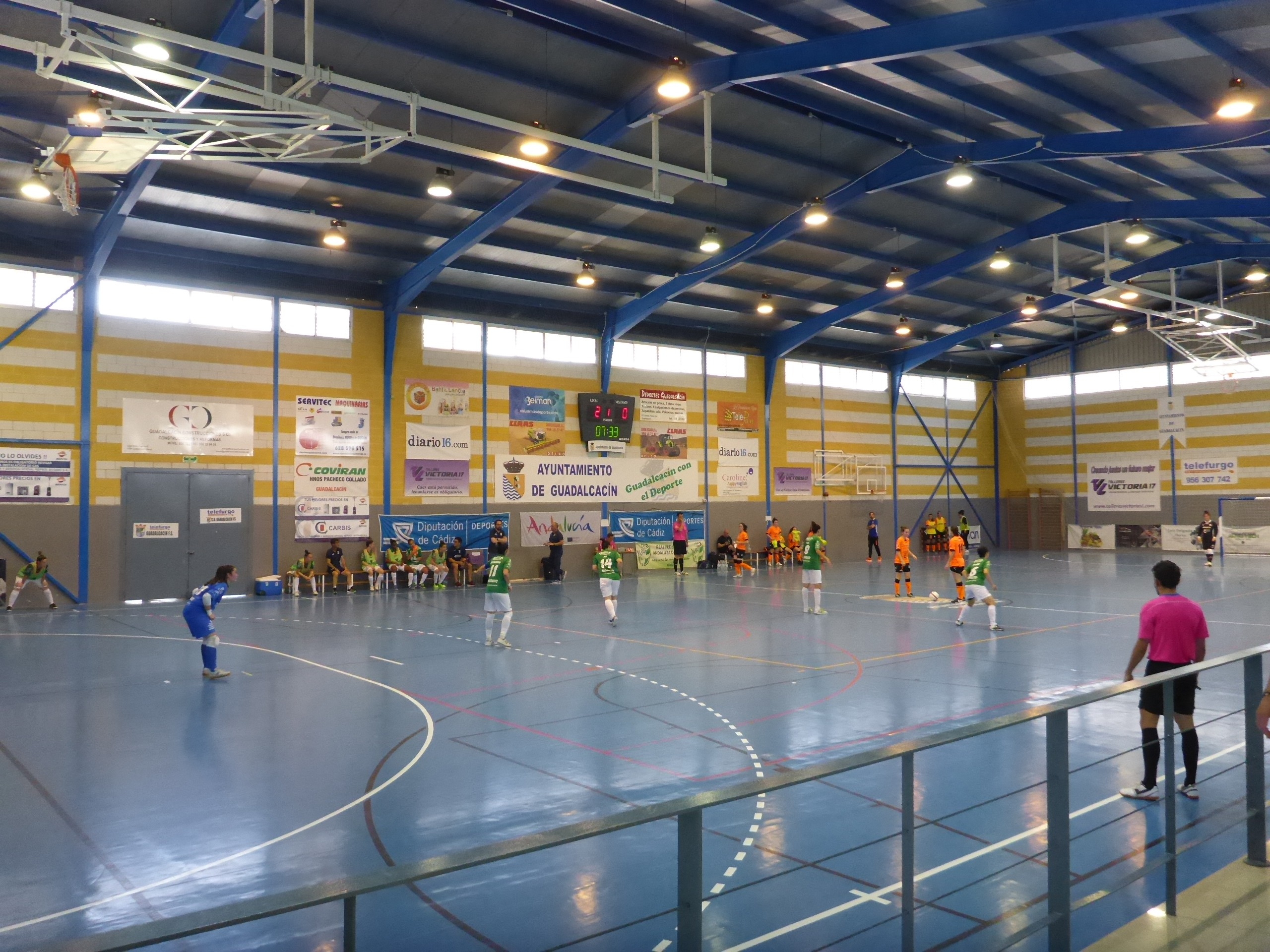
CD Guadalcacín de fútbol sala femenino

En deporte femenino el CD Guadalcacín de fútbol sala femenino, que tras militar en segunda división consiguió el hito histórico de subir a Primera División de fútbol sala femenino en 2017. Con motivo de este ascenso recibió el premio Ciudad de Jerez. Actualmente cuenta con una jugadora miembro habitual de la Selección Femenina de Fútbol Sala. En 2018 fue campeón de la Copa de Andalucía de fútbol sala femenino.
También destaca un club de tiro con tirachinas con varios galardonados a nivel nacional.
Otro deporte con tradición es la gimnasia femenina.
Desde 2019 cuenta con skate park.

## Festividades

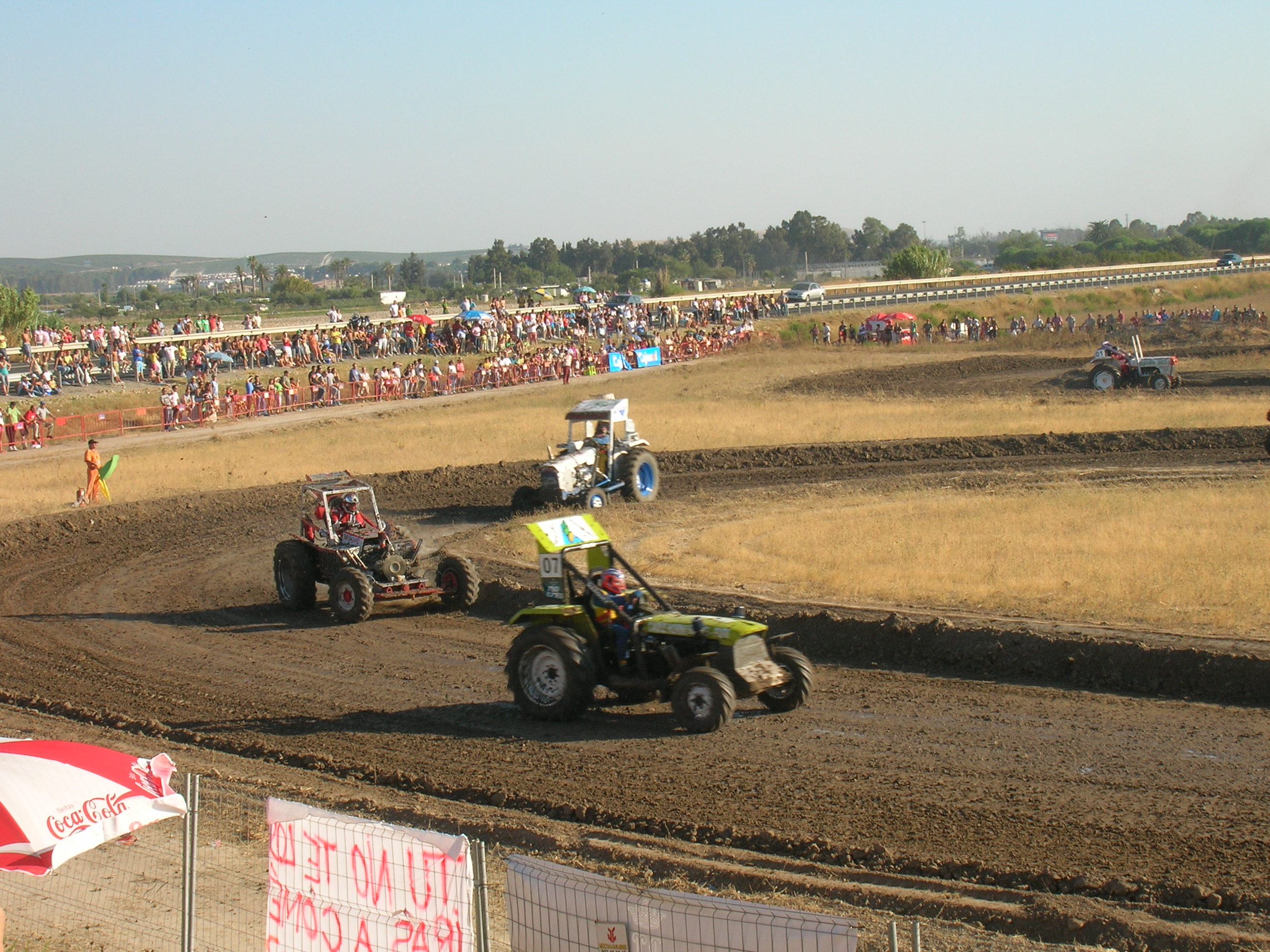
Carreras de tractores

La Feria de Guadalcacín se celebra en septiembre, y tiene una de las singulares carreras de tractores. En 2019 destacó por coronar reina del evento a una niña con síndrome down.
Además, se celebra Semana Santa (con Hermandad propia), Día de Andalucía y Reyes entre otras.

## Comunicaciones

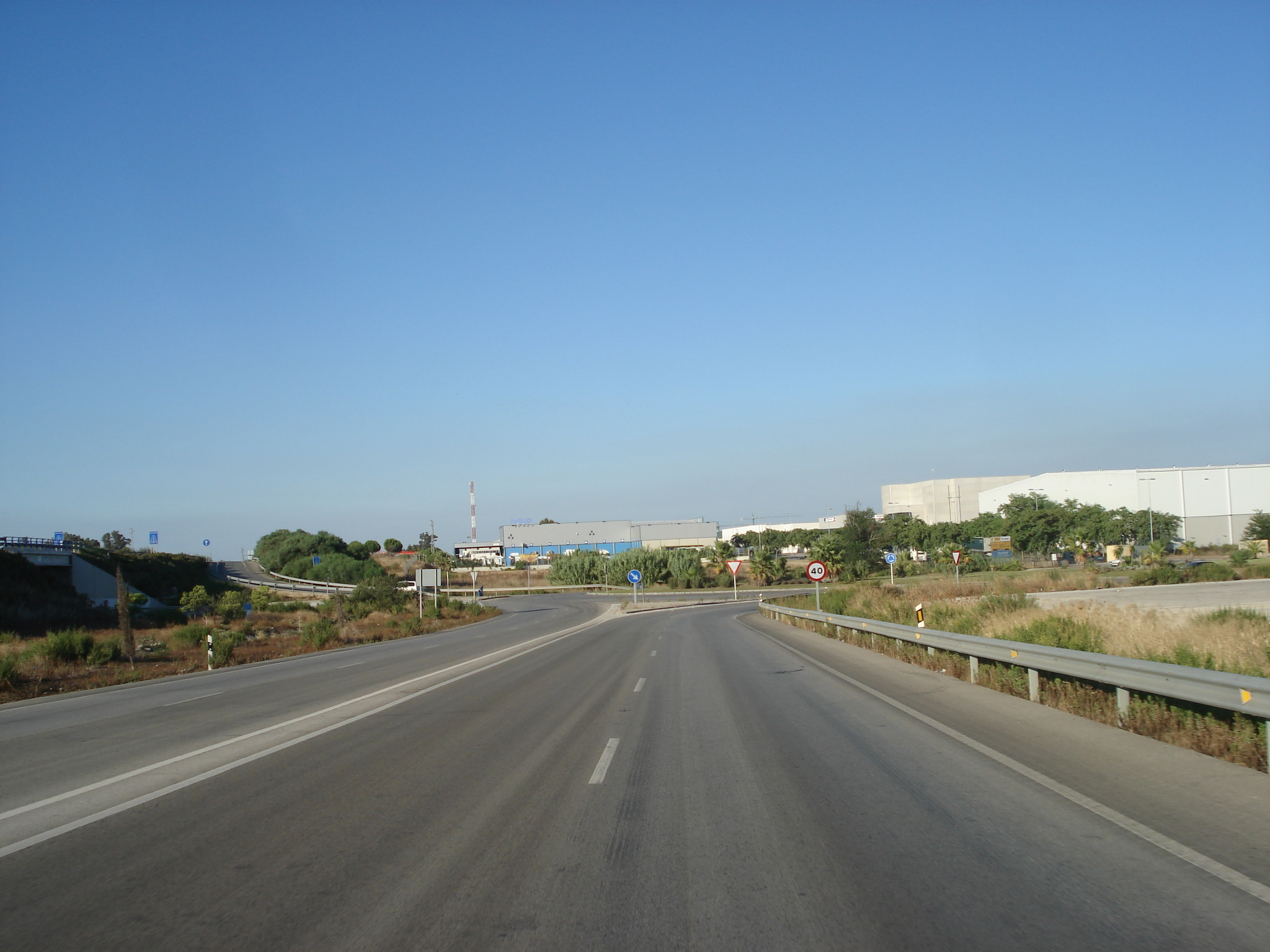
Ciudad del transporte

A pesar de encontrarse bien comunicada por carretera con Jerez, junto a la carretera hacia Sevilla y estar en las inmediaciones de la Ciudad del Transporte, existe una reivindicación de un apeadero en la línea de Cercanías Cádiz que atraviesa la pedanía.

## Evolución demográfica
El siguiente cuadro representa la evolución demográfica de la pedanía.
| Año       | 1991 | 1996 | 1998 | 1999 | 2000 | 2001 | 2002 | 2003 | 2004 | 2005 | 2006 | 2013 |
| --------- | ---- | ---- | ---- | ---- | ---- | ---- | ---- | ---- | ---- | ---- | ---- | ---- |
| Población | 3928 | 4264 | 4247 | 4347 | 4482 | 4585 | 4771 | 4887 | 4978 | 5090 | 5203 | 5275 |